# Diacria gracilis
Diacria gracilis is een slakkensoort uit de familie van de Cavoliniidae. De wetenschappelijke naam van de soort is voor het eerst geldig gepubliceerd in 2002 door Rampal.